# آر-1
آر-1 (بالروسية: Р-1) (اسم نداء الناتو: SS-1 Scunner) كان صاروخًا بالستيًّا تكتيكيًّا، وهو أول صاروخ من نوعه يصنعه الاتحاد السوفيتي، يماثل إلى حد كبير صاروخ في-2 الألماني. دخل آر-1 الخدمة في الجيش السوفيتي في 28 نوفمبر 1950، ووُجه ضد حلف شمال الأطلسي، ولم يكن يومًا سلاحًا استراتيجيًّا فعالًا. لكن إنتاجه وإطلاقه أعطى للسوفيت خبرة قيمة مكنتهم من إنتاج صواريخ لاحقة أكثر قدرة.

## التاريخ
حصل السوفيت على عدد من منشآت إنتاج فاو-2 الرئيسة، وكذلك حصلوا على خدمات بعض العلماء والمهندسين الألمان المرتبطين بمشروع تطوير الصواريخ الألماني. على وجه التحديد، تمكن السوفيت من احتلال منشأة تصنيع صواريخ في-2 الرئيسة في نوردهاوزن. وتحت إشراف اللجنة التقنية الخاصة التي شكلها الاتحاد السوفيتي لإدارة عمليات تطوير الصواريخ في ألمانيا، عمل السوفيت على تجميع ودراسة صواريخ في-2. قاد هذا النشاط إلى إصدار مجلس الوزراء السوفيتي مرسومًا في 1946 بتطوير نسخة سوفيتية من صاروخ في-2، والتي ستكون أول صاروخ بالستي محلي الصنع. صدر مرسوم آخر في 16 مايو بتحويل المصنع رقم 88، الذي كان مسؤولًا عن إنتاج المدفعية والدبابات في الحرب العالمية الثانية إلى هيئة جديدة تسمى معهد البحث المركزي لبناء الآليات، والذي سيصبح مكلفًا بتطوير الصواريخ السوفيتية بعيدة المدى.:24-39
بُنيت 11 وحدة من صواريخ في-2، 6 منها في مصنع معهد البحث المركزي لبناء الآليات و5 في نوردهاوزن، وكلها بناها المهندسون والفنيون الألمان، وأطلقت الصواريخ من موقع اختبار الصواريخ كابوستين يار في 1947. وصلت 5 صواريخ فقط لأهدافها، وهو ما يشبه نفس مستوى الاعتمادية الذي توفر للألمان خلال الحرب. استُخدمت الخبرات المكتسبة من تجميع وإطلاق هذه الصواريخ في تطوير النسخة السوفيتية التي سُميت آر-1،:41 والتي أجازها يوسف ستالين في أبريل 1947. كبير المصممين في معهد البحث المركزي، والذي سيصبح لاحقًا مدير برنامج الفضاء السوفيتي، سيرجي كرليوف كان هو المسؤول عن تطوير آر-1.

## الخدمة العسكرية
جهز الجيش السوفيتي 3 ألوية بصواريخ آر-1، كل منها حصلت على 6 نظم إطلاق بمنصات متحركة. اللواء 23 الذي نُشط في ديسمبر 1950 وعمل في كراماشين في مقاطعة فولجوجراد في الشهر التالي. انتقلت هذه الوحدة لاحقًا إلى بيلكوفوروفيتش في أوكرانيا؛ شياولياي في ليتوانيا؛ طراز في كازاخستان؛ أوردچونكيدزي في أرمينيا، والشرق الأقصى ومنطقة بريمورسك. اللواءان الآخران، اللواء 77 واللواء 90، شُكلا في ليفوف وخليمنتسكي وچيتومير في أوكرانيا. ونُقلا إلى القوات البرية في أغسطس 1958.:78 كان صاروخ آر-1 محدود الفاعلية أمام قوات الناتو، إلا أنه وضع الأساس لتطور صناعات الصواريخ السوفيتية.:153

## التجارب العلمية
أجريت باستخدام صاروخين من نوع آر-1 أيه بعض التجارب العلمية على ارتفاعات عالية في 1949، بعد ذلك طُورت سلسلة خاصة من صواريخ آر-1 للتجارب العلمية. آر-1 بي، آر-1 ڤي، آر-1 دي، آر-1 إي. بعض الصواريخ حملت معدات لتحليل طبقات الجو العليا، قياس الأشعة الكونية والتقاط الأطياف فوق البنفسجية للشمس. صواريخ أخرى حملت كائنات حية.

## المستخدمون
- الاتحاد السوفيتي